# Самсон (фонтан в Берне)
Фонтан «Самсон» (нем. Simsonbrunnen) стоит в переулке Крамгассе в Берне, Швейцария. Является одним из знаменитых бернских фонтанов XVI века.

## История и оформление
В 1527 году был построен деревянный фонтан, а 1544 году заменён на каменный. Бассейн фонтана имеет восьмиугольную форму. Фигура спроектирована скульптором Гансом Гингом.
Фигура фонтана представляет собой знаменитого библейского героя Самсона, который разрывает пасть льву. В XVI веке Самсон являлся олицетворением силы и отождествлялся с древнегреческим героем Гераклом.
Возможно, этот фонтан был построен на пожертвования гильдии мясников. Первоначально фонтан назывался Schaalbrunnen (Шаальбруннен) (от Schaal (Шааль) — старинного названия скотобойни на бернском диалекте), с 1687 фонтан стал называться «Мясник» (нем. Metzgernbrunnen), а с 1827 года фонтан получил своё нынешнее название.
В 1973 года колонну и фигуру заменили на копии. Оригинал находится в Историческом музее Берна.